# Juliusz Słowacki
Juliusz Słowacki (Kremenets, 4 september 1809 - Parijs, 3 april 1849) was een Pools dichter. Hij wordt samen met landgenoten Adam Mickiewicz en Zygmunt Krasiński, gezien als de Trzej wieszcze (De Drie Barden); de drie grote nationale dichters van de Poolse romantiek. Naast dichter was Słowacki ook toneelschrijver en filosoof. Vanwege zijn toneelstukken wordt hij beschouwd als de vader van het Poolse theater.

## Biografie
Słowacki's liet zich bij zijn vroege dichtwerk beïnvloeden door met name Lord Byron en Shakespeare.
Door de onderdrukking van de opstand in Polen in 1830/1831 werd Słowacki, net zoals Adam Mickiewicz, in 1831 in ballingschap naar Frankrijk gedreven. Een favoriet onderwerp van Słowacki was de geschiedenis van Polen en Europa. Een van zijn bekendste stukken is Kordian, uit 1834.
In 1847 verscheen een ander belangrijk werk van zijn hand, Król Duch (Koning Geest), waarin hij een geest beschrijft die door alle eeuwen heen naar een steeds grotere volmaaktheid streeft, door middel van reïncarnatie. Słowacki stelt het Poolse volk als meest volmaakt.
Słowacki overleed in Parijs. Hij ligt nu begraven in de crypte van de Wawelkathedraal in Krakau, Polen.

## Na zijn dood

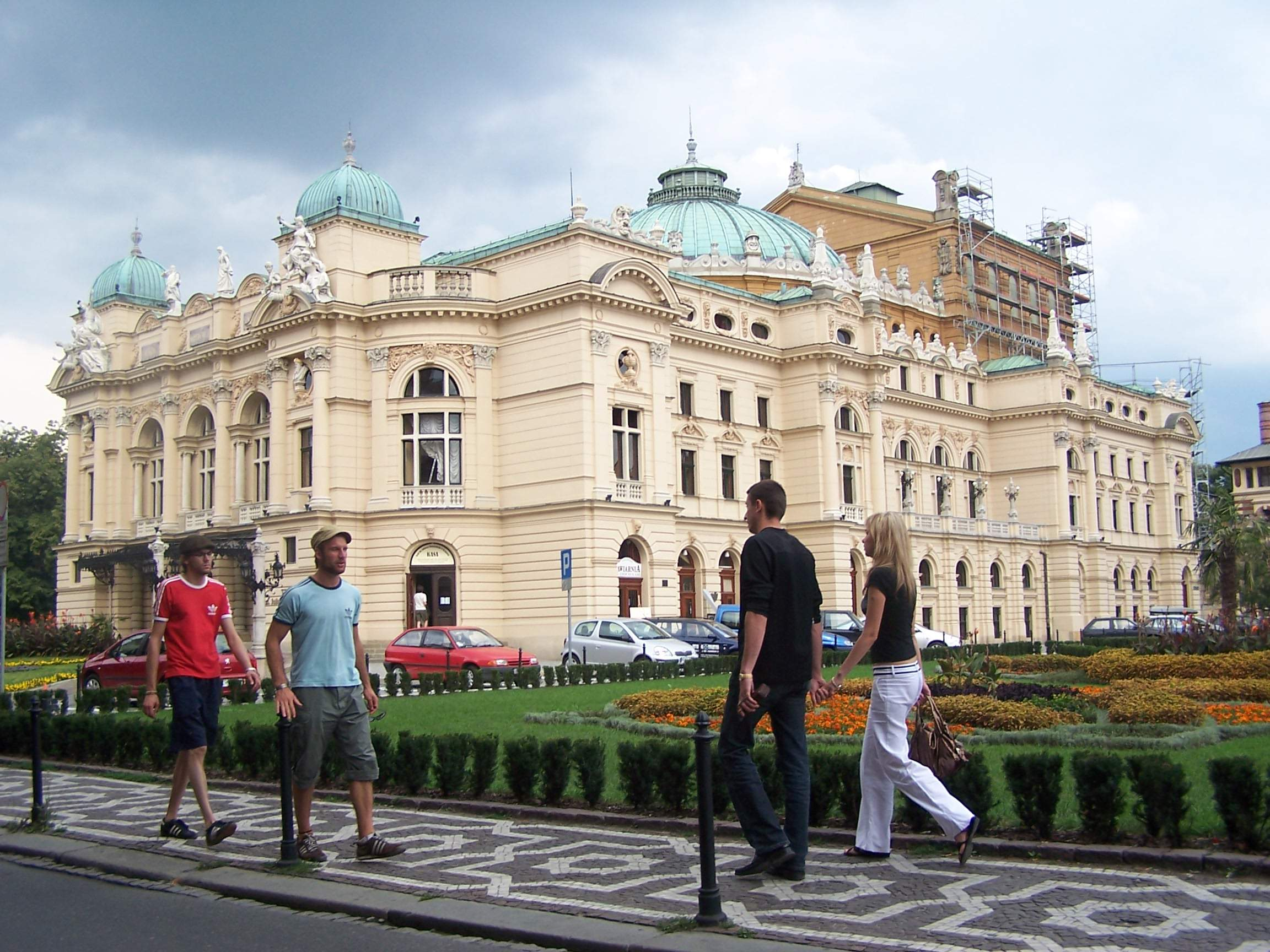
Het Theater Slowackiego, vernoemd naar Słowacki, in Krakau.

In Heilig-Kruiskerk in Warschau is een epitaaf aan Słowacki gewijd.
De Poolse schrijver Witold Gombrowicz spotte in zijn roman Ferdydurke uit 1937 met de haast goddelijke aanbidding van de Drie Barden, waaronder dus Słowacki. Dit vatte hij samen in een beroemd geworden uitspraak in de Poolse literatuur: "Za co kochamy Słowackiego? Bo wielkim poeta był!" (Vertaald: Waarom houden wij van Słowacki? Omdat hij een groot dichter was!).
In Krakau is een theater naar Słowacki vernoemd. In zowel Krakau, als Wrocław en Lublin staat een monument voor Słowacki. In Wrocław staat dit monument in een naar hem vernoemd park. Ook in Bielsko-Biała is een park naar hem vernoemd.

## Biografie

### Drama's
- Maria Stuart
- Kordian (1834, uitgevoerd in 1899)
- Balladyna (1835, uitgevoerd in 1862)
- Horsztyński (1835)
- Mazepa (1840, uitgevoerd in 1847)
- Lilla Weneda (1840, uitgevoerd in 1863)
- Fantazy (1841, uitgevoerd in 1867)
- Sen srebny Salomei (1844, uitgevoerd in 1900)
- Książę Niezłomny (1844, uitgevoerd in 1874)
- Samuel Zborowski (1845, uitgevoerd in 1911)

### Poëzie
- W Szwajcarii ("In Zwitserland", 1839)
- Król-Duch (1847)
- Podróż do ziemi świętej ("Reis naar het heilige land", 1866)
- Pan Beniowski (poëtische roman, nooit afgemaakt)

- Bibsys: 90236972
- Biblioteca Nacional de España: XX1334408
- Bibliothèque nationale de France: cb12058851h (data)
- CiNii: DA02339940
- Gemeinsame Normdatei: 118748467
- Historisch woordenboek van Zwitserland: 028459
- International Standard Name Identifier: 0000 0001 2277 3539
- Library of Congress Control Number: n50012583
- Nationale Bibliotheek van Letland: 000067618
- MusicBrainz: 1580d8a7-4a3b-4355-9c40-3a3a5c338f29
- Bibliotheek van het Japanse parlement: 001110469
- Nationale Bibliotheek van Tsjechië: jn19990008026
- Nationale bibliotheek van Australië: 35775204
- Nationale Bibliotheek van Israël: 987007268165305171
- Nationale Bibliotheek van Polen: a0000001179730
- Nationale en Universitaire bibliotheek Zagreb: 000033303
- Nederlandse Thesaurus van Auteursnamen: 068679807
- Réseau des bibliothèques de Suisse occidentale: 02-A000159947
- Russische Staatsbibliotheek: 000118160
- Istituto Centrale per il Catalogo Unico: ANAV004025
- LIBRIS: 95600
- SNAC: w6gt8dbx
- Système universitaire de documentation: 027780007
- Museum of New Zealand Te Papa Tongarewa: 60173
- Trove: 1081655
- Virtual International Authority File: 22162790
- WorldCat: E39PBJtX8bt6YVWtBbrbBKK68C